# Anthurium affine
Anthurium affine är en kallaväxtart som beskrevs av Heinrich Wilhelm Schott. Anthurium affine ingår i släktet Anthurium och familjen kallaväxter. Inga underarter finns listade.